# Bonnie Pointer
Patricia Eva "Bonnie" Pointer (Oakland, California, 11 de julio de 1950-Los Ángeles, California, 8 de junio de 2020) fue una cantante de música disco y soul estadounidense, también conocida por ser la líder de la banda The Pointer Sisters desde 1972 hasta abandonar el grupo para tener una carrera en solitario en 1977, teniendo cierto éxito en las discos. 

## Carrera artística
Comenzó su carrera junto a sus hermanas en el grupo The Pointer Sisters a principios de los 70. En 1978 emprendió su carrera en solitario firmando con Motown. Ese mismo año se casó con el productor Jeffrey Bowen. En esta discográfica lanzó dos álbumes y numerosas versiones de los primeros éxitos de Motown. En la década de los 80 abandonó Motown, y hubo una gran disputa con su contrato. Se trasladó a Private I, donde en 1984 grabó el álbum "If the Price Is Right". En 1978 lanzó el sencillo "Heaven Must Have Sent You", y un año después "I can't help myself", reconocidos como dos éxitos de gran importancia en la escena disco de los años 80.

## Discografía
Como solista

### Álbumes
| Año  | Título                       | Discográfica                 |
| ---- | ---------------------------- | ---------------------------- |
| 1978 | Bonnie Pointer: Red Album    | Motown                       |
| 1979 | Bonnie Pointer: Purple Album | Motown                       |
| 1984 | Heavenly bodies              | Epic                         |
| 1984 | If the price is right        | Private I                    |
| 2011 | Like A Picasso               | Platinum Trini Entertainment |

### Sencillos
- Free Me From My Freedom (1978) US #58, R&B #10, CAN #83
- Heaven Must Have Sent You (1979) US #11, US #10 (Cashbox), R&B #52, CAN #32, AUS #31, NZ #21
- Deep Inside My Soul (1979)
- I Can't Help Myself (Sugar Pie Honey Bunch) (1980) US #40, CAN #43, AUS #52
- Premonition (1984)
- The Beast In Me (1984) (para la película, Heavenly Bodies)
- Your Touch (1984) R&B 35
- Strangest Day (2010)

## Fallecimiento
Falleció a los 69 años el 8 de junio de 2020 a causa de un paro cardíaco en su residencia de Los Ángeles, California.